# Karl Stämpfli

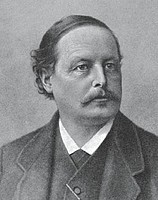
Karl Stämpfli (1844–1894)

Karl Stämpfli (* 13. Februar 1844 in Bern; † 12. Juli 1894 ebenda) war ein Schweizer Politiker und Unternehmer, vierter Besitzer der heutigen Stämpfli AG.

## Biografie

### Kindheit und Jugend
Karl Stämpfli, Sohn des Carl Samuel Stämpfli und der Maria Friederike Luise Stämpfli-Gerwer, wuchs in Bern auf und ging dort zur Schule. Im Alter von sechs Jahren zog er sich eine Entzündung des Kniegelenks zu, die nie mehr ganz ausheilte. Diese Verletzung zwang ihn zu einem längeren Aufenthalt (von 1854 bis 1857) an einem orthopädischen Institut in Bad Cannstatt. Ab 1858 besuchte er für zwei Jahre das Institut Müller in der Erziehungsanstalt Hofwil, die durch den Pädagogen und Politiker Philipp Emanuel von Fellenberg berühmt geworden war. 1860 ging er nach Lausanne, mit der Absicht, Französisch zu lernen und Medizin zu studieren.

### Lehr- und Wanderjahre
Auf Wunsch seiner Mutter begann er jedoch am 3. Juni 1861 in der Greinerschen Druckerei in Stuttgart eine dreijährige Lehre als Schriftsetzer. Dort arbeitete er nach seiner Lehrzeit noch ein Jahr in diesem Beruf und als Metteur weiter. Zwischen 1864 und 1866 bereiste er halb Europa. Stationen seiner ausgedehnten Reisetätigkeit waren unter anderem Leipzig («um […] das Drucken zu lernen»), Wien, Paris und London. Als der Deutsche Krieg zwischen Preussen und Österreich begann, kehrte er 1866 in seine Heimatstadt Bern zurück.

### Rückkauf des väterlichen Betriebs
Am 1. Januar 1867 nahm Stämpfli seine Tätigkeit in der «Stämpflischen Buchdruckerei (G. Hünerwadel)» auf. Offiziell war er «als Gehilfe und Mitinteressierter» angestellt. Faktisch war er Teilhaber (Associé). Am 12. August 1869 vermählte er sich mit Emma Studer, der Tochter des Berner Apothekers Bernhard Studer. Mit ihr hatte er drei Töchter und drei Söhne. 1871 kaufte Stämpfli die ehemalige Druckerei seines Vaters, die seit 1847 im Besitz von Gottlieb Hünerwadel gewesen war, zurück. Aus Kapazitätsgründen wechselte der Betrieb 1877 vom Bürgerhaus in der Berner Postgasse in die Berner Länggasse (Hallerstrasse 7, heute Sitz von Swissmedic). Dort liess er durch den Architekten Emil Wäber 1877 einen für die damalige Zeit grossen Industriebau errichten. Unter Stämpflis Führung entwickelte sich die Druckerei «rasch zu einer der anerkannt angesehensten und leistungsfähigsten der Schweiz». Am 12. Juli 1894 starb Karl Stämpfli an den Folgen eines schweren Nierenleidens in Bern.
In seiner Zeit als Inhaber gelang es Stämpfli (1871–1894), unter anderen folgende Publikationen in seine Druckerei zu holen:
| Titel                                                                                  | erstmals gedruckt bei Stämpfli           | Bemerkungen                                                 |
| -------------------------------------------------------------------------------------- | ---------------------------------------- | ----------------------------------------------------------- |
| «Schweizerische Feuerwehr-Zeitung» (seit 1. Januar 2010: «118 swissfire.ch»)           | 1875                                     | wird bis heute bei Stämpfli gedruckt                        |
| «Schweizerische Zeitschrift für Strafrecht/Revue Pénal Suisse/Rivista Penale Svizzera» | 1888                                     | wird bis heute bei Stämpfli gedruckt                        |
| «Fontes Rerum Bernensium»                                                              | 1888 (1. Band)                           | alle 10 Bände (Band 10 erschien 1956) bei Stämpfli gedruckt |
| Fahrplan «Conducteur»                                                                  | 1891 (seit 1905: «Offizielles Kursbuch») | wird noch heute z. T. bei Stämpfli hergestellt              |

### Politische und andere öffentliche Ämter
Neben seiner unternehmerischen Tätigkeit war Stämpfli auch politisch aktiv. 1871 wurde er in den Stadtrat von Bern gewählt, dem er bis zu dessen Neuorganisation 1888 als Mitglied und ab 1888 als Vizepräsident angehörte. 1878 wurde er in den Grossen Rat des Kantons Bern gewählt, in dem er bis 1890 in verschiedenen Funktionen tätig war. Nach den Parlamentswahlen 1884 war er bis 1893 als Abgeordneter der Freisinnigen für den Kanton Bern Mitglied des Schweizer Nationalrats. Daneben bekleidete er zahlreiche andere öffentliche Ämter: Unter anderem war er Präsident der Anstalt Viktoria in Wabern, Mitglied des Kirchenvorstands der Gemeinde zum Heiligen Geist in Bern sowie Mitglied des Verwaltungsrates der Berner Kantonalbank.

### Soziales Engagement
Zusammen mit seiner Frau Emma Stämpfli-Studer setzte sich Stämpfli in einer für die damalige Zeit ausserordentlichen Weise für die Belange der Arbeiterschaft ein. So liess er für seine eigenen Angestellten in der Nähe der Druckerei einfache Wohnungen bauen und engagierte sich dafür, dass die Sonntagsarbeit reduziert wurde. Bei Streitigkeiten zwischen anderen Arbeitgebern und deren Belegschaft wurde er oftmals als Schiedsrichter gerufen, um zu vermitteln. Ausserdem galt er als «der eigentliche Gründer der (Kinder-)Krippe in der Länggasse».